# 三梨町
三梨町（みつなしちょう）は、秋田県湯沢市の大字。郵便番号012-0106。本項では同地域にかつて存在した雄勝郡三梨村（みつなしむら）についても記す。

## 地理
湯沢市北東部に位置する。北で峠沢山・川連町、西で岩ノ沢山・勘右ヱ門沢山・炭釜山・菰槌山・関口、南で宇留院内・稲庭町・皆瀬、東で駒形町と隣接する。皆瀬川と国道398号が縦貫し、西部を秋田県道279号稲庭関口線が通過する。

### 山岳
- 雄長子内岳
- 雌長子内岳
- 国見岳

### 河川
- 皆瀬川

### 小字
- 三梨町の小字は全てで133がある[3]。

字芦沢、字新処、字新処下、字飯田石野川原、字飯田稲荷田、字飯田稲荷山、字飯田ウト坂、字飯田上野、字飯田上野川原、字飯田上野沢、字飯田大前森、字飯田男長子内、字飯田上飯田、字飯田萱場沢、字飯田志々鼻、字飯田下川原、字飯田下谷地、字飯田柴倉、字飯田盥沢、字飯田戸平、字飯田中川原、字飯田中嶋、字飯田中野沢、字飯田韮谷地、字飯田掵下、字飯田二ツ森、字飯田前森、字飯田南沢、字飯田女長子内、字飯田雪ケ沢、字犬掵、字上ノ台、字牛山、字上野、字上堀、字榮花舘、字烏帽子橋、字大沢、字大沢北ケ沢、字大沢南ケ沢、字落ケ沢、字角間台、字菻田、字蟹沢、字金ケ沢、字上久保、字上久保下川原、字上久保前川原、字上猿城、字上宿、字上宿下、字合龍台沢、字川原、字北平、字京政、字京政下川原、字桐木沢、字熊ノ堂、字黒森、字鸛平、字高野川原、字小松原、字小水ケ沢、字古三梨、字桜田、字笹峠、字猿城、字沢尻、字下堀、字清水小屋、字清水小屋川原、字下猿城、字下宿、字下羽竜、字蛇の崎、字将監山、字白籏、字高檀、字滝ノ上、字棚山、字樽木、字樽木川原、字長者森、字寺ケ沢、字寺林、字栩木、字鳶ケ沢、字百目木、字俄ケ坂、字沼頭、字沼尻、字八森沢、字羽竜、字羽竜北平、字羽竜下川原、字平林、字前平、字間明田、字豆ケ沢、字水呑場、字御嶽堂、字宮田、字宮田合長根、字宮田雨池、字宮田岩留、字宮田烏帽子平、字宮田頭沢、字宮田上コヒト、字宮田君ケ崎、字宮田笹峠、字宮田下川原、字宮田下コヒト、字宮田杉山、字宮田杉山台、字宮田千田沢、字宮田紫蕨平、字宮田長子内口、字宮田長子内嶽、字宮田峠脇、字宮田中コヒト、字宮田平林、字宮田平林長根、字宮田ブンナ立、字宮田明神堂、字宮田屋布前、字宮田柳沢、字宮田山神脇、字宮田若神子、字務沢、字女夫沼、字八瀬長根下、字山崎、字四日市

## 歴史

### 沿革
- 1889年（明治22年）4月1日 - 町村制施行により、三梨村、宮田村、飯田村の区域をもって三梨村が発足。
- 1956年（昭和31年）9月30日 - 三梨村が稲庭町・川連町と合併し、稲庭川連町が発足。同日三梨村廃止。
- 1966年（昭和41年）4月1日 - 稲庭川連町が改称して稲川町となる。
- 2005年（平成17年）3月22日 - 稲川町が湯沢市・雄勝町・皆瀬村と合併し、改めて湯沢市が発足。

## 交通

### 鉄道
町内を鉄道路線は通っていない。鉄道を利用する場合の最寄り駅は、JR東日本奥羽本線湯沢駅。

### バス
羽後交通
- 湯沢・小安線
  - 雄勝中央病院 - 湯沢営業所 - 川連 - 稲庭梺 - 皆瀬庁舎前 - 小安温泉
- 横手・小安線
  - 平鹿総合病院前 - 横手バスターミナル - 十文字案内所 - 四ツ谷角 - 川連 - 稲庭梺 - 皆瀬庁舎前 - 小安温泉

### 道路
- 国道398号
- 秋田県道279号稲庭関口線

## 施設
- 湯沢市稲川野球場
- 湯沢市立稲川中学校
- 湯沢市立三梨小学校 (廃校)
- 三梨簡易郵便局
- 宮田簡易郵便局

## 著名出身者
- 東海林良 (作詞家)